# Air Guadeloupe
 (novembre 2021).
Si vous disposez d'ouvrages ou d'articles de référence ou si vous connaissez des sites web de qualité traitant du thème abordé ici, merci de compléter l'article en donnant les références utiles à sa vérifiabilité et en les liant à la section « Notes et références ».
Air Guadeloupe est une ancienne compagnie aérienne desservant l'île de la Guadeloupe.

## Histoire
La compagnie fusionne en 2000 avec plusieurs compagnies aériennes des Antilles (DROM) pour donner place à Air Caraïbes, compagnie aérienne qui dessert les Antilles et d'autres destinations exotiques comme le Mexique, ou encore des destinations communes comme New York ou San Francisco.

## Activité actuelle
Air Caraïbes rejoint par la suite l'aéroport de Paris-Orly, à la suite d'un accord entre Air Caraïbes et la SNCF, le service TGV Air a été mis en place le principe : permettre aux clients d'Air Caraïbes de prendre le TGV pour se rendre à l'aéroport de Paris Orly depuis plusieurs villes de France métropolitaine (20 agglomérations) ainsi que l'aéroport de Paris-Charles-de-Gaulle (parfait pour les correspondances), TGV Air désert aussi Bruxelles depuis Orly 4.